# Zijlader

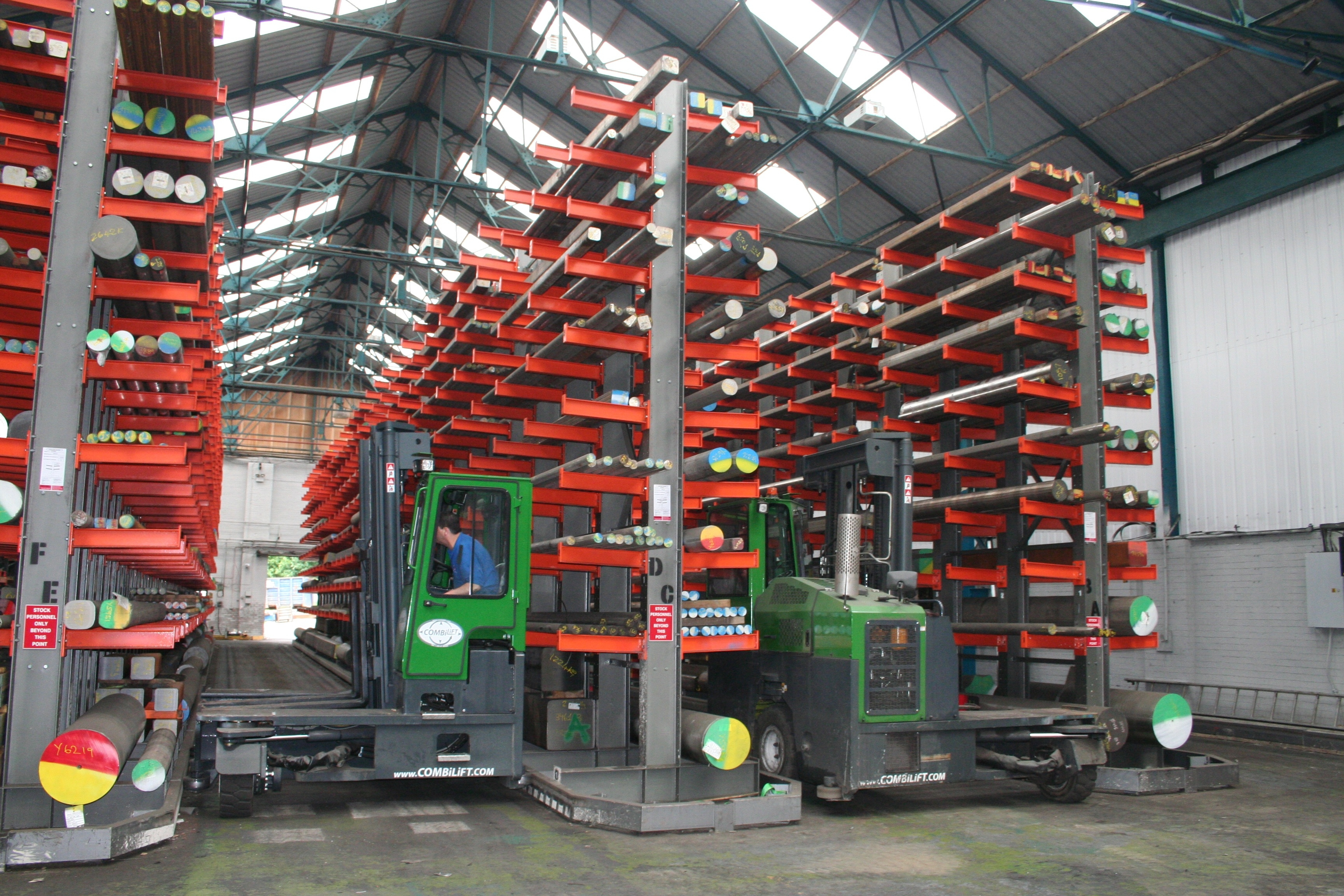
Zijlader in een smalle magazijnstelling

Een zijlader is een heftruck waarmee lasten kunnen worden opgepakt en in de lengterichting  worden vervoerd. Een zijlader kan elektrisch zijn aangedreven of met een verbrandingsmotor. 
De zijlader heeft een hefinrichting die gelijk is aan die van een reachtruck. Met deze inrichting kunnen lasten naast de zijlader worden opgetild en tijdelijk op het draaggedeelte worden weggelegd. Dit draaggedeelte is voorzien van een rij- en stuurinrichting waarmee de last over enige afstand kan worden vervoerd. Doordat dit rijgedeelte stabiel is, kunnen op deze wijze langere lasten vervoerd worden. Zijladers komen onder andere voor op laad- en losplaatsen van houthandels en zijn met name bedoeld voor het vervoer van lange goederen. Voorbeelden van sectoren voor de zijlader zijn houtsector, bouwmaterialen, profielen, extrusie, staalnijverheid, betonbuizen en constructies.
Het voordeel van het gebruik van zijladers is de benodigde gangbreedte. De zijlader kan in de lengterichting rijden, en hoeft, in tegenstelling tot een heftruck geen draai van 90 graden te maken om de lading weg te zetten zonder de doorgang te blokkeren.

## Afbeeldingen

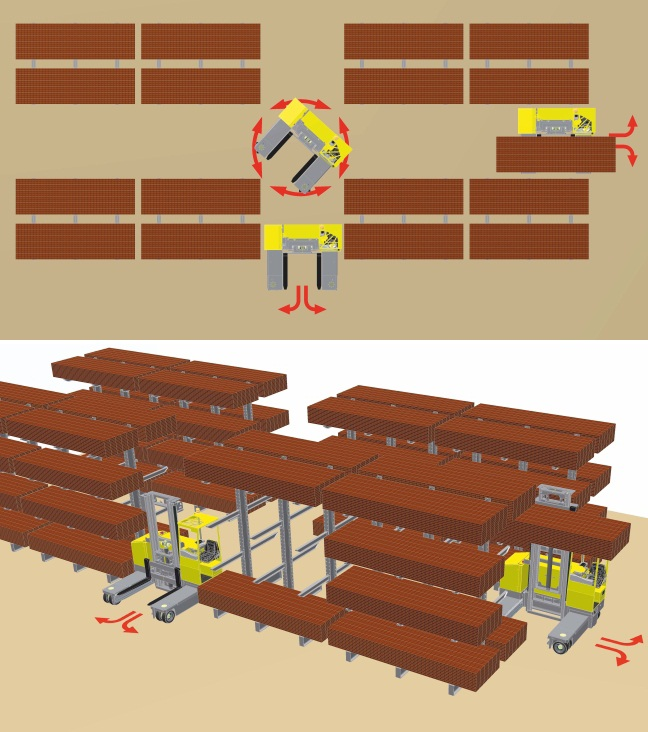
Een truck in een magazijn
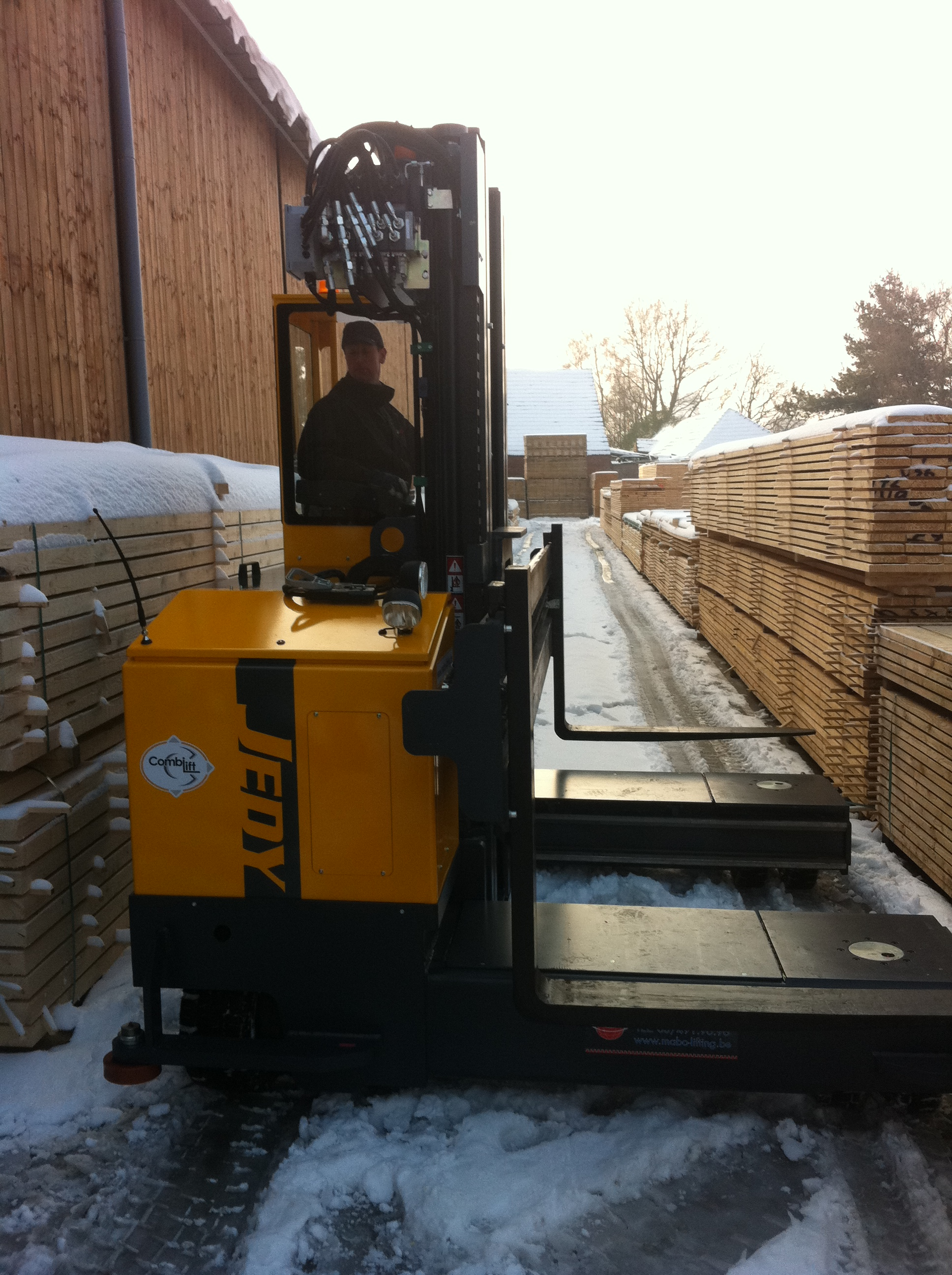
Elektrische zijlader
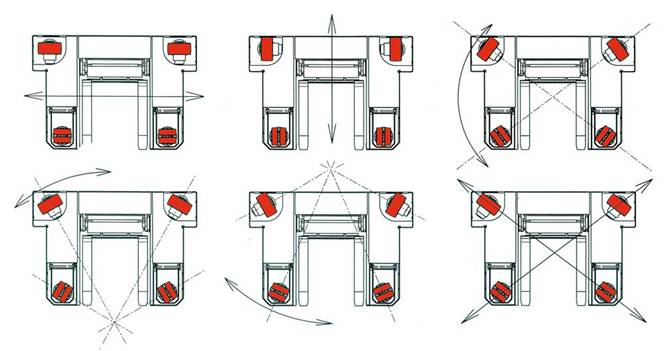
Stuur mogelijkheden vierweg zijlader